# Saltos ornamentais nos Jogos Europeus de 2015 - Trampolim de 3 m sincronizado feminino
A competição do trampolim de 3 m sincronizado feminino é um dos eventos dos saltos ornamentais nos Jogos Europeus de 2015, em Baku, no Azerbaijão. Foi disputada no Centro Aquático de Baku no dia 20 de junho.

## Calendário
Horário de verão do Azerbaijão (UTC+5).
| Data        | Horário | Fase  |
| ----------- | ------- | ----- |
| 20 de junho | 19:00   | Final |

## Medalhistas
| Ouro   | RUS Saskia Oettinghaus e Louisa Stawczynski |
| Prata  | GBR Elena Chernykh e Maria Polyakova        |
| Bronze | UKR Marharyta Dzhusova e Diana Shelestyuk   |

## Resultados
Os resultados foram os seguintes.
| Pos.              | Saltadora                                    | Nacionalidade    | Pontos |
| ----------------- | -------------------------------------------- | ---------------- | ------ |
| Medalha de ouro   | Saskia Oettinghaus Louisa Stawczynski        | GER Alemanha     | 284.07 |
| Medalha de prata  | Elena Chernykh Maria Polyakova               | RUS Rússia       | 276.90 |
| Medalha de bronze | Marharyta Dzhusova Diana Shelestyuk          | UKR Ucrânia      | 264.87 |
| 4                 | Yuliya Bandzik Krystsina Sheshka             | BLR Bielorrússia | 256.80 |
| 5                 | Dominika Bąk Kaja Skrzek                     | POL Polônia      | 237.69 |
| 6                 | Malvina Catalano Gonzaga Laura Anna Granelli | ITA Itália       | 235.50 |
| 7                 | Vivian Barth Madeline Coquoz                 | SUI Suíça        | 235.38 |
| 8                 | Maja Borić Lorena Tomiek                     | CRO Croácia      | 228.15 |
| 9                 | Millie Fowler Millie Haffety                 | GBR Grã-Bretanha | 216.45 |
| 10                | Hannah Lena Rott Michelle Staudenherz        | AUT Áustria      | 215.55 |